# Provincia di Daniel Campos
La provincia di Daniel Campos è una delle 16 province del dipartimento di Potosí nella Bolivia meridionale. Il capoluogo è la città di Llica.
Al censimento del 2001 possedeva una popolazione di 5.067 abitanti.

## Geografia antropica

### Suddivisioni amministrative
La provincia è suddivisa in 2 comuni:
- Llica
- Tahua